# Ocnogyna armena
Ocnogyna armena är en fjärilsart som beskrevs av Otto Staudinger 1871. Ocnogyna armena ingår i släktet Ocnogyna och familjen björnspinnare. Inga underarter finns listade i Catalogue of Life.